# Bonez MC
Джон Лоренц Мозер (народився 23 грудня 1985 року), більш відомий під псевдонімом Bonez MC, німецький репер і музичний продюсер. 
Bonez є учасником хіп-хоп гурту 187 Strassenbande, у який також входять Gzuz, Максвел , LX , Sa4 і Jambeatz .  У різний час учасниками гурту були також AchtVier , Mosh36 та Hasuna . 
У 2012 році Bonez MC випустив на власному лейблі Toprott Muzik свій дебютний сольний альбом Krampfhaft kriminell.  У 2013 році випустив EP разом з Kontra K, а згодом вийшов спільний альбом з Gzuz під назвою High und hungrig.  30 січня 2015 року 187 Strassenbande випустили свою збірку High & Hungrig 2 . 
Bonez MC - один з найуспішніших німецьких музикантів, три його альбоми мають статус золотих, а один з них здобув статус платинового. 
Відомий своїми колабораціями, особливо з RAF Camora та Gzuz.  Його найбільші успішні сингли - Palmen aus Plastik , Ohne mein Team та Mörder спільно з RAF Camora. 

## Нагороди
Hiphop.de Awards
- 2016: Best National Group  (спільно з RAF Camora )
- 2016: Best National Release (за Palmen aus Plastik спільно з RAF Camora)
- 2016: Best National Video (за Palmen aus Gold спільно з RAF Camora)

- 2018: Best National Group (спільно з RAF Camora )

1Live Krone
- 2016: Best Hip-Hop Act (спільно з RAF Camora)

Juice Awards
- 2016: Best National Album (за Palmen aus Plastik з RAF Camora)

## Дискографія
- Krampfhaft kriminell (2012)